# Cmentarz żydowski w Kołbieli
Cmentarz żydowski w Kołbieli – znajduje się w lesie na północ od wsi, na przedłużeniu ulicy Kilińskiego, został założony w XIX wieku. Ma powierzchnię 0,5 ha. 

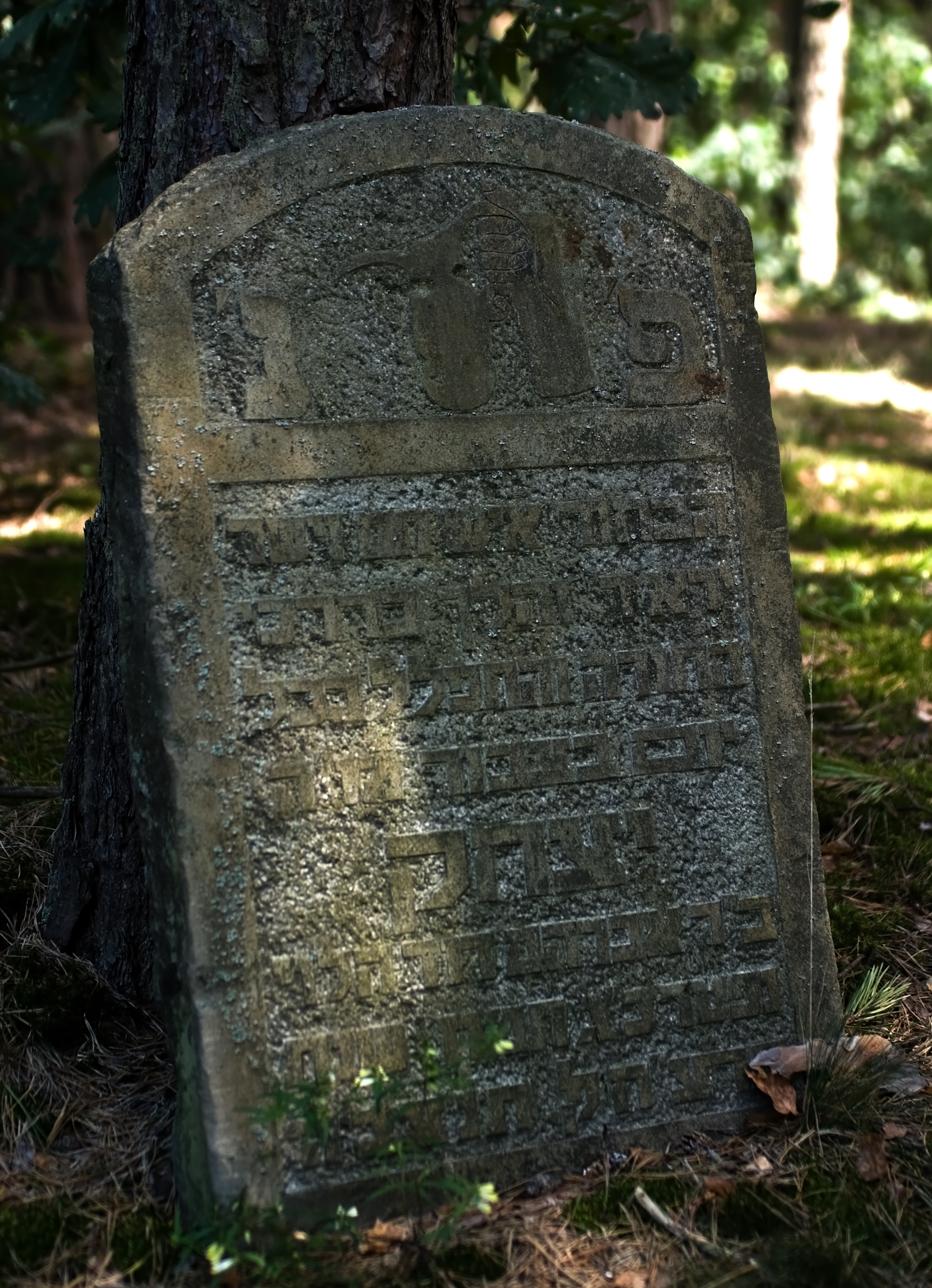
Macewa na cmentarzu żydowskim w Kołbieli

W 1944 służył za przyczółek obronny wojsk radzieckich, czego śladem są zachowane po dziś dzień okopy. W czasie tych wydarzeń kirkut uległ znaczącej dewastacji kontynuowanej w latach powojennych, wskutek czego do naszych czasów zachował się tylko jeden nagrobek znajdujący się na swoim pierwotnym miejscu i stojący na grobie Izaaka syna Abrahama ha-Lewi (zm. 22 lipca 1938). Oprócz tego na cmentarzu znajdują się dwa fragmenty macew usunięte z miejsc swej pierwotnej lokalizacji (jedna z nich dawniej stojąca na grobie Mojżesza Sztejermana). Jedną z macew pochodzących z nekropolii zabezpieczono w Żydowskim Instytucie Historycznym w Warszawie.